# 美国国家航空航天局第十五组宇航员
美国国家航空航天局的第十五组太空人，是美国国家航空航天局挑选的第十五批宇航员。

## 成員
- 史葛·阿特曼（英语：Scott Altman）
- 杰弗里·阿什比（英语：Jeffrey Ashby）
- 迈克尔·布卢姆菲尔德（英语：Michael J. Bloomfield）
- 小乔·F·爱德华兹（英语：Joe F. Edwards Jr.）
- 多米尼克·普德维尔·格里（英语：Dominic L. Pudwill Gorie）
- 里克·赫斯本德
- 史蒂夫·林赛（英语：Steven Lindsey）
- 帕梅拉·梅尔罗伊（英语：Pamela Melroy）
- 苏珊·基尔兰（英语：Susan Kilrain）
- 弗雷德里克·斯托考（英语：Frederick W. Sturckow）
- 迈克尔·安德森
- 卡尔帕娜·乔拉
- 罗伯特·科宾（英语：Robert Curbeam）
- 凯瑟琳·哈娅（英语：Kathryn P. Hire）
- 珍妮特·卡万迪（英语：Janet L. Kavandi）
- 盧傑
- 卡洛斯·诺列加（英语：Carlos I. Noriega）
- 詹姆斯·莱利（英语：James F. Reilly）
- 史蒂芬·罗宾逊（英语：Stephen Robinson）
- 让-卢·克雷蒂安
- 土井隆雄
- 米歇尔·托尼尼（英语：Michel Tognini）
- 戴维兹·威廉斯（英语：Dafydd Williams）